# El follet màgic
El follet màgic (おねがい！サミアどん, Onegai! Samia-don, lit. ‘Si us plau, Psammea-don!’) és un anime japonès que es va emetre del 2 d'abril de 1985 al 4 de febrer de 1986, que va tenir un total de 78 episodis. L'anime està basat en la novel·la de 1902 Five Children and It de l'escriptora anglesa Edith Nesbit.
L'anime es va estrenar el 8 de desembre de 1992 a TV3 doblat al català.
L'anime es diferencia de la novel·la perquè gira al voltant de quatre nens en lloc de cinc. Tres dels nens (Cyril, Robert i Jane) són germans, mentre que la quarta (Anne) és la seva amiga i veïna. Els quatre nens es troben amb el follet màgic que, a l'anime, és de color groc amb un barret blau, i més aviat un ésser malhumorat i gandul que no pas entremaliat.

## Argument
La família Turner es trasllada als suburbis d'Anglaterra. Els nens estan encantats de conèixer el follet màgic, un ésser estrany que pot fer que qualsevol desig es faci realitat per art de màgia només una vegada al dia. Fan diverses peticions cada dia, però els malentesos i la màgia del follet amb la gent del poble causen un gran rebombori cada vegada.